# That’s the Spirit
That’s the Spirit ist das fünfte Studioalbum der britischen Metalcore-Band Bring Me the Horizon aus Sheffield, Yorkshire. Es erschien am 11. September 2015 über RCA Records (Sony Music) in Europa und über Columbia Records in Nordamerika.
Es beinhaltet elf Stücke mit einer Gesamtspielzeit von 44 Minuten und 59 Sekunden. Mit dem Veröffentlichen des Albums setzt die Gruppe ihre musikalische Veränderung, die die Musiker bereits auf dem Vorgänger Sempiternal vollzogen hatten, weiter fort hin zu einem Alternative-Rock-ähnlichen Klang mit Einflüssen aus der elektronischen Musik, Nu Metal, dem Indie- und Pop-Rock.
Als Produzenten des Albums fungierten der Keyboarder Jordan Fish und der Sänger Oliver Sykes. That’s the Spirit erhielt von der Fachpresse überwiegend positive Kritiken und wurde im Vereinigten Königreich und in Australien mit einer Goldenen Schallplatte ausgezeichnet.

## Entstehung und Veröffentlichung

### Entstehung
Die Musiker arbeiteten insgesamt zwei Monate in den Black Rock Studios auf der griechischen Insel Santorin an dem Album. Auf das Studio wurde die Gruppe im Internet aufmerksam, als sie nach dem „einmaligsten Studio der Welt“ suchten. Zuvor verbrachte die Band drei Monate mit dem Schreiben des neuen Albums, beginnend im Januar.
Als inoffiziellen Produzenten wurde Jordan Fish, der Keyboarder der Band, bekanntgegeben. Dem New Musical Express gegenüber erklärte Oliver Sykes, dass „Produzenten zwar gut seien“, diese aber „viel zu oft die Wichtigkeit ihres Berufes in den Vordergrund stellen wollen.“

„Producers are fine. But they want to justify the importance of their jobs sometimes, so they say things to you like: ‘Oh I know – why can’t you do it in the swimming pool?’“

Einen Teil des Geldes, das die Gruppe für das Engagement sparten, wurde in einen Personal Trainer investiert, welcher für die Zeit der Aufnahmen die Musiker betreute.

### Veröffentlichung
Bereits am 21. Oktober 2014 wurde versehentlich durch einen Fehler ihres ehemaligen Labels ein Musikvideo zu dem Lied Drown veröffentlicht, das ihr erstes neues Material nach der Veröffentlichung von Sempiternal im Jahr 2013 ist. Die offizielle Veröffentlichung war am 7. Dezember 2014. Die Gruppe erklärte in einem späteren Interview, dass dieses Lied ursprünglich nicht auf das Album kommen sollte. Allerdings nahm die Gruppe das Stück für das Album neu auf. Es war die letzte Veröffentlichung der Band bei Epitaph Records. Die Band wechselte zu Columbia Records.
Am 12. Juli 2015 wurde mit Happy Song ein erstes Stück aus dem Album herausgebracht. Dieses Lied stellt allerdings keine offizielle Singleauskopplung dar, sondern wurde aus Werbezwecken veröffentlicht. Mit Throne wurde elf Tage später indes eine Single auf dem Markt gebracht. Am selben Tag gab die Band die Titelliste bekannt. Mit True Friends wurde am 24. August 2015 ein weiteres Stück des Albums als Stream veröffentlicht. Eine Woche später folgte sowohl das Streaming als auch die Veröffentlichung der Lieder Avalanche und What You Need via BBC Radio 1, sowie die Herausgabe des Stückes Oh No via Apple Music's Beats 1, welche allerdings allesamt keine Singleauskopplungen darstellen.
Das Album selbst erschien am 11. September 2015 über Columbia Records in Nordamerika und über RCA Records (Sony Music) weltweit.

## Inhalt, Name und Musikstil
Laut Sykes kann man That’s the Spirit als ein loses Konzeptalbum sehen, das die „dunkle Stimmung des menschlichen Lebens besingt.“ Er nannte das Album wörtlich „eine Zelebrierung der Depression.“ Den Namen des Albums wählte Sykes, weil diese Phrase seiner Meinung nach auch negativ auffassbar sei. Happy Song bezeichnete Sykes als „inoffizielles Titelstück“ des Albums.
Laut Gavin Haynes setzt die Gruppe ihre musikalische Veränderung weiter fort. Zwar seinen die Stücke nach wie vor eher Metal-lastig, allerdings bescheinigt er der Gruppe ein weites Spektrum an musikalischen Einflüssen. So lassen sich vereinzelt Vergleiche mit Künstlern wie Panic! at the Disco, Interpol, Jane’s Addiction und die späten Radiohead ziehen. Jon Wiederhorn vom US-amerikanischen Rolling Stone beschreibt, dass die Musiker ihren musikalischen Werdegang weiterverfolgten, wobei der Sound der Gruppe, der anfänglich „unverweigerlich im Metal lag“ sich zu einem „dynamischen Klangkonstrukt aus Alternative- und Indie-Rock, sowie Pop“ entwickelt habe. Er beschreibt, dass sich die Gruppe von „Metalcore zu einem filmischen Pop-Rock evolutioniert habe“, der eher an Muse und Linkin Park als an Metallica und Lamb of God erinnere. Auch Daniel Furnari vom australischen Blunt Magazine schreibt, dass sich die Musik der Band weiterentwickelt habe. Er beschreibt, dass die Musik inzwischen eher auf das Glastonbury Festival als auf die Warped Tour passe. Er hebt hervor, dass die Gruppe nicht in den Klang der Vergangenheit zurückfalle.

## Promotion
Am 6. September 2015 gab die Gruppe eine Release-Party im Rose Theatre im Royal Borough of Kingston upon Thames, einem Stadtbezirk in London. Nur etwa eine Woche zuvor spielte die Gruppe am 27. und 28. August 2015 auf der Hauptbühne des Reading and Leeds Festivals, zusammen mit Metallica, Pierce the Veil, Royal Blood und Marmozets. Zum Zeitpunkt der Veröffentlichung von That's the Spirit, dem 11. September, spielten Bring Me The Horizon ein Konzert zur Feier der Album-Veröffentlichung im House of Vans im Londoner Stadtteil Waterloo. Vom 1. bis zum 25. Oktober 2015 spielte die Gruppe eine Konzertreise durch die Vereinigten Staaten und Kanada mit Tourstops auf dem Aftershock Festival und dem Knotfest. Vom 2. bis zum 28. November touren Bring Me the Horizon in Europa. Weltübergreifend wurde diese Tour durch Pvris als Vorgruppe begleitet; in den Staaten durch Issues, in Europa – ausgenommen im Vereinigten Königreich – durch Beartooth, und in Großbritannien durch Neck Deep. Im Dezember spielt die Band zudem Konzerte in der Ukraine, Russland und Belarus.

## Rezeption

### Kritiken

#### Englischsprachig
Tom Bryant vom US-amerikanischen Alternative Press vergab die volle Punktzahl für That’s the Spirit. Er beschreibt, dass die Gruppe den Deathcore mit der Veröffentlichung von Sempiternal verlassen habe. Auch das Kerrang und Rock Sound vergaben die Höchstwertung. Lanre Bakare vom Guardian vergab 3 von 5 möglichen Punkten und beschreibt, dass sich die Gruppe von einer Metalcore-Band zu einem Lieferanten einer schreienden „Ich-bin-wütend-auf-eure-Mütter“-Nu-Metal-Band entwickelt habe. Er bezeichnet die Gruppe als einen Reanimator des Nu-Metals. Bei Metacritic erhielt das Album eine Wertung von 88 Punkten basierend auf zehn Albumrezensionen.

#### Deutschsprachig
Eike Cramer vom deutschen Metal Hammer beschreibt, dass die Band nach elf Jahren Bandgeschichte endgültig mit dem Deathcore der ersten Jahre abgeschlossen habe. Er schreibt, dass das Album gänzlich aus „brillant produzierten und auf Hochglanz polierten, modernen Rocknummern“ bestehe. Die Liedtexte seien nach wie vor „herrlich emotional“ und „passen perfekt auf die verzweifelten Gesangsmelodien.“ Er vergab sechs von sieben möglichen Bewertungspunkten. Pascal Staub vom österreichischen Stormbringer ist der Meinung, dass die Band aus „künstlerischer Sicht erwachsen geworden sind und auf einem Niveau komponieren, die man zu ihren Debützeiten nicht erwartet hätte.“ Er beschreibt das Album als einen Höhepunkt der Banddiskografie.
Anton Kostudis von Metal.de schreibt, dass das Album trotz „diverser Minuten Leerlauf eine gute, atmosphärische Rockplatte geworden“ ist, „das auch die zahlreichen Kritiker der Band anerkennen sollten.“ Er gab insgesamt 7 Punkte. Auf Whiskey-soda.de heißt es, dass sich „die Band nicht gänzlich neu erfunden habe“, dass das Album „dennoch dicht, emotional anstrengend und übersät mit musikalischer Brillanz sei.“ Laut Jan Hassenpflug von Laut.de „winden sich jede Menge Melancholie und noch mehr Melodie durch das synthiegetränkte Soundgewinde auf dem Album.“

### Kritik in Fankreisen
Obwohl das Album in den Medien äußert positiv aufgenommen wurde, hagelte es arge Kritik aus eigenen Fankreisen. Viele Fans der ersten Stunde äußerten vor allem ihren Unmut über die musikalische Veränderung der Gruppe. In einigen Kreisen heißt es, dass diese Fans dem Keyboarder Jordan Fish, der kurz nach dem Ausstieg des Gitarristen Jona Weinhofen im Jahr 2013 offiziell in die Band aufgenommen wurde, dafür verantwortlich machen.

## Kommerzieller Erfolg

### Chartplatzierungen
Sowohl ihre Singles Drown und Throne als auch Happy Song erreichten eine Notierung in den britischen Singlecharts. Drown platzierte sich auf Platz 17 und hielt sich insgesamt drei Wochen dort auf. Außerdem ist es das erste Lied der Gruppe, das sich in Deutschland und Österreich in den Charts präsentieren konnte. Es stieg in den deutschen auf dem 90. und in den österreichischen Singlecharts auf 63 ein und verblieben jeweils eine Woche dort. Throne und Happy Song stiegen auf 51 bzw. 53 in den britischen Charts ein.
Sowohl in Deutschland als auch im Vereinigten Königreich stieg das Album am 18. September 2015 jeweils in die Top Ten der heimischen Albumcharts ein. In den Media Control Charts landete That's the Spirit auf Rang sechs. In den britischen Charts landete das Album auf Platz zwei. Dabei wurde das erste Nummer-eins-Album denkbar knapp verpasst: Die Gruppe musste Stereophonics mit ihrem Album Keep the Village Alive den Vortritt lassen. Laut der britischen Official Charts Company lag die Differenz zwischen beiden Platten bei lediglich 1300 verkaufter Tonträger.
Am 20. September 2015 wurde bekannt, dass die Gruppe erneut auf Platz eins in Australien eingestiegen ist. Damit erreichte die Band ihr drittes Nummer-eins-Album nacheinander. Einen Tag später wurde bekannt, dass die Band innerhalb der ersten Verkaufswoche 62.000 Tonträger in den Vereinigten Staaten abgesetzt hat. Dadurch stieg das Album, wie auch im Vereinigten Königreich, auf Platz zwei der US-amerikanischen Albumcharts ein. The Weeknd blieb mit seinem Album Beauty Behind the Madness auf Platz 1. In der Schweizer Hitparade stieg das Album auf Platz 8, in Österreich auf Platz 4 ein. In Kanada erreichte das Album erstmals den Platz an der Spitze. Insgesamt ist That´s the Spirit, nach Sempiternal und There Is a Hell, Believe Me I’ve Seen It. There Is a Heaven, Let’s Keep It a Secret, das dritte Album, das in den kanadischen Albumcharts einsteigen konnte.
Außerdem erreichte That's the Spirit Chartnotierungen in Schweden (3), Frankreich (30), Italien (17), Neuseeland (2), Finnland (9), Belgien (5 in Flandern, 21 in Wallonien), Norwegen (8), in den Niederlanden (5), in Japan und in Dänemark (31).
| ChartsChartplatzierungen       | Höchstplatzierung | Wochen |
| ------------------------------ | ----------------- | ------ |
| Deutschland (GfK)              | 6 (5 Wo.)         | 5      |
| Österreich (Ö3)                | 4 (7 Wo.)         | 7      |
| Schweiz (IFPI)                 | 8 (4 Wo.)         | 4      |
| Vereinigte Staaten (Billboard) | 2 (16 Wo.)        | 16     |
| Vereinigtes Königreich (OCC)   | 2 (51 Wo.)        | 51     |

| ChartsJahrescharts (2015)    | Platzierung |
| ---------------------------- | ----------- |
| Vereinigtes Königreich (OCC) | 60          |

| ChartsJahrescharts (2016)    | Platzierung |
| ---------------------------- | ----------- |
| Vereinigtes Königreich (OCC) | 96          |

### Auszeichnungen für Musikverkäufe
| Land/Region                  | Auszeichnungen für Musikverkäufe (Land/Region, Auszeichnung, Verkäufe) | Verkäufe  |
| ---------------------------- | ---------------------------------------------------------------------- | --------- |
| Dänemark (IFPI)              | Gold                                                                   | 10.000    |
| Deutschland (BVMI)           | Gold                                                                   | 100.000   |
| Kanada (MC)                  | Gold                                                                   | 40.000    |
| Neuseeland (RMNZ)            | Gold                                                                   | 7.500     |
| Polen (ZPAV)                 | Platin                                                                 | 20.000    |
| Schweden (IFPI)              | Gold                                                                   | 15.000    |
| Vereinigte Staaten (RIAA)    | Platin                                                                 | 1.000.000 |
| Vereinigtes Königreich (BPI) | Gold                                                                   | 100.000   |
| Insgesamt                    | 6× Gold · 2× Platin ·                                                  | 1.292.500 |

### Auszeichnungen und Nominierungen
- Alternative Press Music Awards
  - 2015: Bestes Musikvideo für Drown (gewonnen)[51]
- Kerrang! Awards
  - 2015: Best Single für Drown (nominiert)[52]
- NME's Albums of the Year 2015
  - Platz 49[53]